# Dallara Bms 189

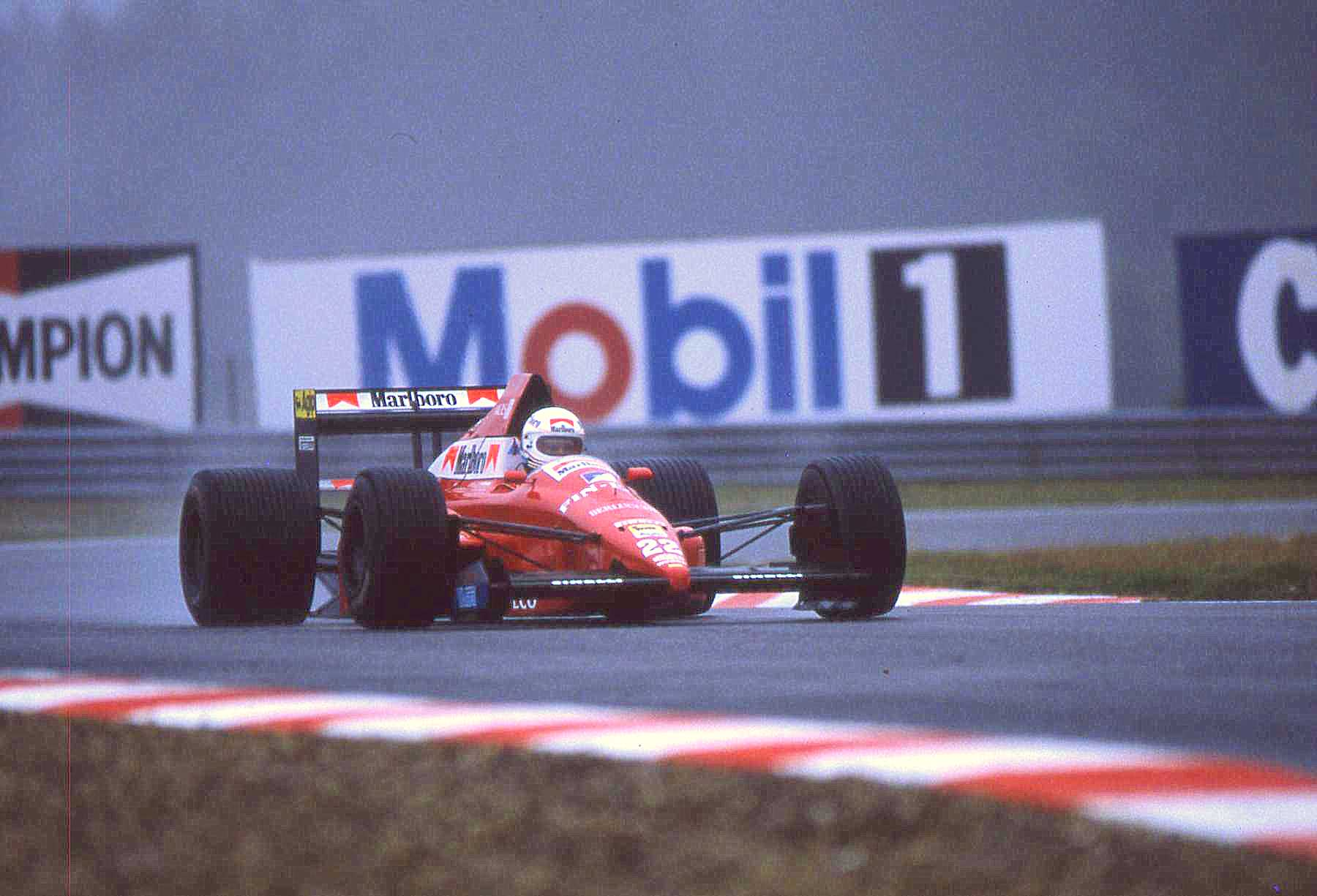
Der Dallara Bms 189 mit Andrea De Cesaris am Steuer Großen Preis von Belgien 1989

Der Dallara Bms 189 war ein Formel-1-Fahrzeug, das von dem italienischen Rennwagenhersteller Dallara konstruiert und von dem Team BMS Scuderia Italia in der Formel-1-Weltmeisterschaft  1989 eingesetzt wurde. Es war das erste Auto, mit dem das Team Weltmeisterschaftspunkte erreichte.

## Hintergrund
Der in Brescia ansässige Rennstall BMS Italia debütierte 1988 in der Formel 1. Da das Team – anders als die meisten anderen Rennställe – keine eigene Entwicklungsabteilung hatte, ließ sich BMS die Fahrzeuge seit 1988 von dem selbständigen Rennwagenhersteller Dallara konstruieren. Die Allianz mit Dallara dauerte bis 1992 an.

## Technik
Verantwortliche Konstrukteure des Bms 189 waren Gianpaolo Dallara und Marco Tolentino, der in der vergangenen Saison für das italienische Team EuroBrun Racing tätig gewesen war. Der Bms 189 wurde als schlankes und elegantes Auto beschrieben. In einigen Details orientierte sich Gianpaolo Dallara nach eigenem Bekunden an dem March 881 und an dem Benetton B188, die im Vorjahr für Benetton 39 bzw. für March 22 Weltmeisterschaftspunkte eingefahren hatten.
Die Konstruktion des Monocoque und der Radaufhängung ähnelte der des Vorgängermodells Dallara F188. Das Auto hatte vorn und hinten Zugstreben. Es erfuhr im Laufe des Jahres nur wenige Änderungen. Sie beschränkten sich weitgehend auf Modifikationen der Front- und Heckflügel.
Als  Antrieb diente ein 3,5 Liter großer Achtzylindermotor vom Typ Cosworth DFR, der in der Schweiz bei Heini Mader Racing Components vorbereitet wurde.

## Renneinsätze
Anders als im Jahr zuvor, setzte die Scuderia Italia wie nahezu jedes der 20 gemeldeten Teams 1989 zwei Fahrzeuge ein. Fahrer waren Alex Caffi, der bereits in der Debütsaison für das italienische Team angetreten war, sowie Andrea de Cesaris, der 1988 den Rial ARC1 gefahren war. Das Auto von de Cesaris war von der Vorqualifikation befreit, Caffi hingegen unterlag in der ersten Saisonhälfte der Vorqualifikation, an der er zweimal scheiterte. Ironischerweise sorgte allerdings Caffi beim Großen Preis von Frankreich für de Cesaris' einzige Nichtqualifikation der Saison, als er sich knapp vor diesem auf den 26. und letzten Startplatz qualifizieren konnte.
Caffi kam beim Großen Preis von Monaco als Vierter ins Ziel und fuhr damit die ersten Weltmeisterschaftspunkte für das italienische Team ein. De Cesaris erreichte vier Wochen später beim Großen Preis von Kanada sogar den dritten Platz. Zusammen mit einem sechsten Platz Caffis auf der gleichen Strecke ergaben sich daraus für die Scuderia Italia insgesamt acht Weltmeisterschaftspunkte, sodass sie ihre zweite Saison auf Platz acht der Konstrukteurswertung abschloss. Dieses Ergebnis konnte zwar 1991 noch einmal erreicht werden; eine bessere Positionierung erreichte das Team in seiner sechs Jahre dauernden Geschichte allerdings nicht.

## Resultate
| Fahrer                          | Nr.                             | 1    | 2  | 3  | 4   | 5   | 6 | 7   | 8    | 9   | 10  | 11  | 12  | 13  | 14  | 15 | 16  | Punkte | Rang |
| ------------------------------- | ------------------------------- | ---- | -- | -- | --- | --- | - | --- | ---- | --- | --- | --- | --- | --- | --- | -- | --- | ------ | ---- |
| Formel-1-Weltmeisterschaft 1989 | Formel-1-Weltmeisterschaft 1989 |      |    |    |     |     |   |     |      |     |     |     |     |     |     |    |     | 8      | 8.   |
| Alex Caffi                      | 21                              | DNPQ | 7  | 4  | 13  | DNF | 6 | DNF | DNPQ | DNF | 7   | DNF | 11  | DNF | DNF | 9  | DNF | 8      | 8.   |
| Andrea de Cesaris               | 22                              | 13   | 10 | 13 | DNF | 8   | 3 | DNQ | DNF  | 7   | DNF | 11  | DNF | DNF | 7   | 10 | DNF | 8      | 8.   |

| Legende  | Legende            | Legende                                                          |
| Farbe    | Abkürzung          | Bedeutung                                                        |
| -------- | ------------------ | ---------------------------------------------------------------- |
| Gold     | –                  | Sieg                                                             |
| Silber   | –                  | 2. Platz                                                         |
| Bronze   | –                  | 3. Platz                                                         |
| Grün     | –                  | Platzierung in den Punkten                                       |
| Blau     | –                  | Klassifiziert außerhalb der Punkteränge                          |
| Violett  | DNF                | Rennen nicht beendet (did not finish)                            |
| Violett  | NC                 | nicht klassifiziert (not classified)                             |
| Rot      | DNQ                | nicht qualifiziert (did not qualify)                             |
| Rot      | DNPQ               | in Vorqualifikation gescheitert (did not pre-qualify)            |
| Schwarz  | DSQ                | disqualifiziert (disqualified)                                   |
| Weiß     | DNS                | nicht am Start (did not start)                                   |
| Weiß     | WD                 | zurückgezogen (withdrawn)                                        |
| Hellblau | PO                 | nur am Training teilgenommen (practiced only)                    |
| Hellblau | TD                 | Freitags-Testfahrer (test driver)                                |
| ohne     | DNP                | nicht am Training teilgenommen (did not practice)                |
| ohne     | INJ                | verletzt oder krank (injured)                                    |
| ohne     | EX                 | ausgeschlossen (excluded)                                        |
| ohne     | DNA                | nicht erschienen (did not arrive)                                |
| ohne     | C                  | Rennen abgesagt (cancelled)                                      |
| ohne     | keine WM-Teilnahme |                                                                  |
| sonstige | P/fett             | Pole-Position                                                    |
| sonstige | 1/2/3/4/5/6/7/8    | Punktplatzierung im Sprint-/Qualifikationsrennen                 |
| sonstige | SR/kursiv          | Schnellste Rennrunde                                             |
| sonstige | *                  | nicht im Ziel, aufgrund der zurückgelegten Distanz aber gewertet |
| sonstige | ()                 | Streichresultate                                                 |
| sonstige | unterstrichen      | Führender in der Gesamtwertung                                   |